# Тоболац
За чланак о делу средњовековне ратне опреме, погледајте чланак Тоболац за стреле.
Тоболац је насеље у Србији у општини Трстеник у Расинском округу. Према попису из 2022. било је 394 становника (према попису из 1991. било је 582 становника).

## Демографија
У насељу Тоболац живи 388 пунолетних становника, а просечна старост становништва износи 42,7 година (40,9 код мушкараца и 44,3 код жена). У насељу има 144 домаћинства, а просечан број чланова по домаћинству је 3,37.
Ово насеље је великим делом насељено Србима (према попису из 2002. године).
|  |

| Демографија | Демографија | Демографија |
| Година      | Становника  | Становника  |
| ----------- | ----------- | ----------- |
| 1948.       | 608         |             |
| 1953.       | 631         |             |
| 1961.       | 614         |             |
| 1971.       | 576         |             |
| 1981.       | 577         |             |
| 1991.       | 582         | 512         |
| 2002.       | 485         | 561         |

| Етнички састав према попису из 2002.‍ | Етнички састав према попису из 2002.‍ | Етнички састав према попису из 2002.‍ | Етнички састав према попису из 2002.‍ | Етнички састав према попису из 2002.‍ |
| ------------------------------------ | ------------------------------------ | ------------------------------------ | ------------------------------------ | ------------------------------------ |
|                                      |                                      |                                      |                                      |                                      |
| Срби                                 | Срби                                 |                                      | 478                                  | 98,55%                               |
| Немци                                | Немци                                |                                      | 1                                    | 0,20%                                |
| непознато                            | непознато                            |                                      | 2                                    | 0,41%                                |

| Година пописа     | 1948. | 1953. | 1961. | 1971. | 1981. | 1991. | 2002. |
| ----------------- | ----- | ----- | ----- | ----- | ----- | ----- | ----- |
| Број домаћинстава | 122   | 122   | 141   | 143   | 140   | 144   | 144   |

| Број чланова      | 1  | 2  | 3  | 4  | 5  | 6  | 7 | 8 | 9 | 10 и више | Просек |
| ----------------- | -- | -- | -- | -- | -- | -- | - | - | - | --------- | ------ |
| Број домаћинстава | 24 | 29 | 29 | 25 | 15 | 15 | 5 | 2 | 0 | 0         | 3,37   |

| Пол    | Укупно | Неожењен/Неудата | Ожењен/Удата | Удовац/Удовица | Разведен/Разведена | Непознато |
| ------ | ------ | ---------------- | ------------ | -------------- | ------------------ | --------- |
| Мушки  | 194    | 42               | 140          | 10             | 2                  | 0         |
| Женски | 216    | 29               | 144          | 40             | 3                  | 0         |
| УКУПНО | 410    | 71               | 284          | 50             | 5                  | 0         |

| Пол    | Укупно                    | Пољопривреда, лов и шумарство | Рибарство                            | Вађење руде и камена | Прерађивачка индустрија       |
| ------ | ------------------------- | ----------------------------- | ------------------------------------ | -------------------- | ----------------------------- |
| Мушки  | 96                        | 36                            | 0                                    | 0                    | 35                            |
| Женски | 46                        | 17                            | 0                                    | 0                    | 14                            |
| УКУПНО | 142                       | 53                            | 0                                    | 0                    | 49                            |
| Пол    | Производња и снабдевање   | Грађевинарство                | Трговина                             | Хотели и ресторани   | Саобраћај, складиштење и везе |
| Мушки  | 0                         | 0                             | 6                                    | 1                    | 7                             |
| Женски | 0                         | 0                             | 5                                    | 2                    | 0                             |
| УКУПНО | 0                         | 0                             | 11                                   | 3                    | 7                             |
| Пол    | Финансијско посредовање   | Некретнине                    | Државна управа и одбрана             | Образовање           | Здравствени и социјални рад   |
| Мушки  | 1                         | 6                             | 1                                    | 1                    | 1                             |
| Женски | 0                         | 4                             | 0                                    | 2                    | 2                             |
| УКУПНО | 1                         | 10                            | 1                                    | 3                    | 3                             |
| Пол    | Остале услужне активности | Приватна домаћинства          | Екстериторијалне организације и тела | Непознато            | Непознато                     |
| Мушки  | 1                         | 0                             | 0                                    | 0                    | 0                             |
| Женски | 0                         | 0                             | 0                                    | 0                    | 0                             |
| УКУПНО | 1                         | 0                             | 0                                    | 0                    | 0                             |